# 神道事務局
神道事務局（しんとうじむきょく）は、1875年（明治8年）に創設された大教院の後継機関。明治時代の宗教行政で、全国の神道諸派を結集させた団体であり、神官教導職と神道系宗教の両教職者を集めた神道の半公的機関、半ば、神道の公的中央機関である。明治政府は神道事務局に生徒寮を設置して神職の養成を行った。また教派神道の認定機関でもあった。
1886年（明治19年）に神道本局（しんとうほんきょく）へと組織改編して自ら教派神道の一派になった後、1940年（昭和15年）に神道大教へと改名した。

## 概要
1875年（明治8年）3月28日に創設。4月30日に教部省の神仏合同布教廃止とともに、5月3日に大教院の解散が近づく中、引き継ぎの管轄機関として、大教院が解散させられる前に神道界側の自立を目的として設けられたのが神道事務局である。
信者数など一定の条件を満たした団体は、教派神道の一派として独立することができた。
1880年（明治13年）に神道事務局神殿の祭神をめぐって神道界の内争が激化し、伊勢派と出雲派とが対立した。1881年（明治14年） 1月25日、内務省が勅令で東京に神道大会議を招集し、2月23日、祭神は宮中所斎の神霊と勅裁された。
また同時期の1881年（明治14年）2月、総裁に有栖川宮幟仁親王、副総裁には岩下方平が就任した。1882年（明治15年）11月4日、神道事務局生徒寮を独立させて、皇典講究所を開設した。1885年（明治18年）には、有栖川総裁の後を継いで稲葉正邦が初代管長に就任。
1886年（明治19年）1月11日、神道事務局を神道本局（単に「神道」とも）へと組織改編し、自ら教派神道の一派となる。1912年（明治45年）に、いわゆる「神道十三派」が揃い、「連合会」が発足する。
1940年（昭和15年）、現在名の神道大教に改称している。